# Tallahassee International Airport

i7
i11
i13
Der Tallahassee International Airport (bis Juni 2015: Tallahassee Regional Airport, ursprünglich Tallahassee Municipal Airport, IATA-Code: TLH, ICAO-Code: KTLH) ist der Verkehrsflughafen der US-amerikanischen Stadt Tallahassee im Bundesstaat Florida.

## Lage und Verkehrsanbindung
Der Tallahassee International Airport befindet sich acht Kilometer südwestlich des Stadtzentrums von Tallahassee im Leon County. Der Flughafens wird durch die SR 263 mit den U.S. Highways 90 und 319 verbunden.
Der Tallahassee International Airport ist nicht in den Öffentlichen Personennahverkehr eingebunden, Fluggäste müssen auf Mietwagen, Taxis und ähnliche Angebote zurückgreifen.

## Geschichte
Der Flughafen wurde am 23. April 1961 als Tallahassee Municipal Airport eingeweiht und ersetzte den 1929 eröffneten Flugplatz Dale Mabry Field, der im selben Jahr geschlossen und anschließend abgerissen wurde. Auf dem Gelände des Flugplatzes Dale Mabry Field befindet sich heute das Tallahassee Community College.
Zu Beginn verfügte der Flughafen nur über die Start- und Landebahn 18/36, das Passagierterminal befand sich am heutigen nördlichen Vorfeld. Zu Beginn der 1980er-Jahre wurde die Start- und Landebahn 09/27 errichtet. Am 3. Dezember 1989 wurde ein neues, etwa 33 Millionen US-Dollar teures, Terminal eröffnet. Am 20. Februar 2000 wurde das Terminal nach Ivan Munroe, einem lokalen Luftfahrtpionier, benannt.
Am 29. Juni 2015 wurde der Flughafen in Tallahassee International Airport umbenannt.

## Flughafenanlagen

Flughafendiagramm

Der Tallahassee International Airport erstreckt sich über 1006 Hektar.

### Start- und Landebahn
Der Tallahassee International Airport verfügt über zwei Start- und Landebahnen, welche in einem annähernd rechten Winkel zueinander liegen. Die Start- und Landebahn 18/36 ist 2134 Meter lang und 46 Meter breit. Die Querwindbahn 09/27 ist 2438 Meter lang und ebenfalls 46 Meter breit. Beide Start- und Landebahnen verfügen über einen Belag aus Asphalt. Die Landebahn 27 ist zudem mit einem CAT II-Instrumentenlandesystem ausgestattet, während die Landebahn 36 mit einem CAT I-Instrumentenlandesystem ausgestattet ist.

### Passagierterminal
Der Tallahassee International Airport verfügt über ein Passagierterminal mit einer Fläche von rund 19.912 Quadratmetern auf drei Stockwerken. Im Terminal befinden sich 14 Flugsteige, acht Flugsteige sind mit Fluggastbrücken ausgestattet. Die westlichen Flugsteige tragen die Bezeichnungen A1 bis A7, während die östlichen Flugsteige die Bezeichnungen B1 bis B7 tragen. Das Terminal ist nach Ivan Munroe benannt. Seit 2022 befindet sich eine Erweiterung des Terminals im Bau, welche die Abfertigung internationaler Flüge ermöglicht.

### Sonstige Einrichtungen
Der Kontrollturm des Flughafens liegt südlich der Start- und Landebahn 09/27. Er wird von der FAA betrieben und ist von 6 Uhr bis 23 Uhr besetzt. Außerhalb dieser Zeiten werden An- und Abflüge vom Area Control Centre in Jacksonville kontrolliert.
Im Osten des Flughafens befinden sich das Frachtvorfeld mit den Frachtterminals. Die Luftfracht wird dabei vor allem von FedEx befördert.

## Fluggesellschaften und Ziele
Der Flughafen wird von American Airlines, Delta Airlines, Jetblue Airways und Silver Airways mit Zielen in mehreren US-Bundesstaaten verbunden, darunter vor allem die Drehkreuze der Fluggesellschaften.

## Verkehrszahlen
| Jahr | Fluggastaufkommen | Luftfracht (Tonnen) (mit Luftpost) | Flugbewegungen (mit Militär) |
| ---- | ----------------- | ---------------------------------- | ---------------------------- |
| 2023 | 858.834           |                                    |                              |
| 2022 | 820.591           |                                    |                              |
| 2021 | 657.469           |                                    |                              |
| 2020 | 378.060           |                                    |                              |
| 2019 | 864.805           |                                    |                              |
| 2018 | 808.613           |                                    |                              |
| 2017 | 732.235           | 8.660                              | 66.209                       |
| 2016 | 713.986           | 8.430                              | 59.376                       |
| 2015 | 692.849           | 7.047                              | 57.746                       |
| 2014 | 706.528           | 7.160                              | 56.102                       |
| 2013 | 696.724           | 7.656                              | 62.947                       |
| 2012 | 684.611           | 9.008                              | 64.038                       |
| 2011 | 633.791           | 9.696                              | 75.653                       |
| 2010 | 670.756           | 9.450                              | 80.497                       |
| 2009 | 737.685           | 9.644                              | 88.824                       |
| 2008 | 704.253           | 12.641                             | 88.977                       |
| 2007 | 947.165           | 13.163                             | 95.074                       |
| 2006 | 993.860           | 15.832                             | 101.972                      |
| 2005 | 1.129.947         | 11.776                             | 99.389                       |
| 2004 | 1.155.072         | 9.932                              | 100.544                      |
| 2003 | 1.113.243         | 9.134                              | 102.946                      |
| 2002 | 1.082.585         |                                    |                              |
| 2001 | 853.626           |                                    |                              |

### Verkehrsreichste Strecken
| Rang | Stadt                                 | Passagiere | Fluggesellschaft |
| ---- | ------------------------------------- | ---------- | ---------------- |
| 01   | Atlanta, Georgia                      | 181.160    | Delta            |
| 02   | Charlotte, North Carolina             | 74.750     | American         |
| 03   | Miami, Florida                        | 58.170     | American         |
| 04   | Dallas/Fort Worth, Texas              | 58.060     | American         |
| 05   | Washington–National, Washington, D.C. | 19.250     | American         |
| 06   | Fort Lauderdale, Florida              | 14.680     | jetBlue, Silver  |
| 07   | Tampa, Florida                        | 5.520      | Silver           |